# Jeremias Koschorz
Jeremias Koschorz (* 14. Januar 1987 in Leipzig) ist ein deutscher Schauspieler, Hörbuch- und Synchronsprecher.

## Leben
Im Herbst 2007 nahm Jeremias Koschorz ein Schauspielstudium am Schauspielinstitut „Hans Otto“ an der Hochschule für Musik und Theater „Felix Mendelssohn Bartholdy“ Leipzig auf. In der Zeit von 2009 bis 2011 war er Schauspieler im Studio der Kulturinsel Halle. Von 2011 bis 2014 gehörte er zum festen Ensemble des Theater Magdeburg. Dort war er im Schauspielhaus und im Opernhaus Magdeburg zu sehen. Außerdem spielte er in Verdis Macbeth im Opernhaus Halle. In der Spielzeit 2015/2016 stand er für die Musicalproduktionen „Der Kleine Horroladen“ sowie „Anatveka“ in der Oper Bonn auf der Bühne. Als Musiker komponierte er zahlreiche Bühnenmusiken, u. a. für das Weihnachtsmärchen „Rotkäppchen und der Wolf“ am Opernhaus Magdeburg und die Komödie „Pension Schöller“ am Theater Potsdam und begleitete alle Vorstellungen live am Klavier.
Außerdem stand er für Film und Fernsehen vor der Kamera. Für die Rolle des Daniel Hanke im ARD-Tatort Tod auf dem Rhein wurde er für den New Faces Award 2010 als bester Nachwuchsschauspieler nominiert. In dem Oscar-nominierten Film In Darkness übernahm er eine Nebenrolle. Im Herbst 2013 stand er zusammen mit Ruby O. Fee, Ben Münchow, Sebastian Tiede, Margarita Broich und Hendrik Duryn für den Kinospielfilm Rockabilly Requiem vor der Kamera. Regie führte Till Müller-Edenborn.
Seit Sommer 2014 lebt und arbeitet er als freischaffender Schauspieler und Synchronschauspieler in Berlin. Er leiht seine Stimme für Schauspieler in Serien, Kinofilmen, Games, spricht Hörbücher und Hörspiele ein und ist in zahlreichen Werbungen als Off-Stimme zu hören.
Für das Album „Exit“ von Edith Stehfest und das Debüt-Album „Sheyne Ziere“ von Masha The Richman spielte er ausgewählte Songs am Flügel ein.
Im Februar 2021 war Koschorz Teil der Initiative #ActOut im SZ-Magazin, zusammen mit 184 anderen lesbischen, schwulen, bisexuellen, queeren, intergeschlechtlichen und transgender Personen aus dem Bereich der darstellenden Künste.

## Filmografie (Auswahl)
- 2002: Tatort – Außer Kontrolle (Fernsehreihe)
- 2005: SOKO Leipzig (Fernsehserie, Folge Glaubenskrieger)
- 2007: Küstenwache (Fernsehserie, Folge Schwarzes Gold)
- 2009: In aller Freundschaft (Fernsehserie, Folge Die Kraft des Willens)
- 2010: Tatort – Tod auf dem Rhein
- 2012: In Darkness (Regie: Agnieszka Holland)
- 2015: Notruf Hafenkante (Fernsehserie, Folge Mattes unter Verdacht)
- 2016: Rockabilly Requiem (Regie: Till Müller-Edenborn)
- 2019: In aller Freundschaft – Die jungen Ärzte (Fernsehserie, Folge Gemeinsam stark)
- 2021: Inga Lindström – Geliebter Sven

## Synchronrollen (Auswahl)
- 2014–2020: Kenji Sugimura in Akira Saitou in Haikyu!!
- 2019: Si-hoon Lee als Polizist in Parasite
- 2019: Akira Ishida als Kaworu Nagisa in Neon Genesis Evangelion (2. Synchronfassung, Netflix)
- 2021–2023: Jon Cor als Mark Blaine/Chillblaine in The Flash (Fernsehserie)
- 2022: Peter Sohn als Sox in Lightyear
- 2023: Bill Skarsgård als Marquis Vincent de Gramont in John Wick: Kapitel 4
- 2023: Charlie Vickers als Clem Hart in Die verlorenen Blumen der Alice Hart
- 2024: Hisanori Yoshida als Radiostimme in Maboroshi

## Hörbücher (Auswahl)
- 2018: Nicole Alfa: Bedrohliche Liebe (gemeinsam mit Edith Stehfest), Hörbuch Hamburg, ISBN 978-3-8449-1955-4
- 2018: Nicole Alfa: Riskante Hoffnung (gemeinsam mit Edith Stehfest), Hörbuch Hamburg, ISBN 978-3-8449-1956-1
- 2019: Nicole Alfa: Zerstörerische Sehnsucht (gemeinsam mit Edith Stehfest), Hörbuch Hamburg, ISBN 978-3-8449-2076-5
- 2019: Nicole Alfa: Verratenes Vertrauen (gemeinsam mit Edith Stehfest, Philipp Oehme und Richard Feist), Hörbuch Hamburg, ISBN 978-3-8449-2278-3
- 2021: Rose Bloom: Das Gold der Sterne (gemeinsam mit  Madiha Kelling Bergner), Harper Audio (Audible)
- 2022: Myron Levoy: Der gelbe Vogel (Audible)
- 2024: Dominik Gaida: Brynmor University – Versuchungen (Mit Agnes Mann & Moritz Frinberg), Argon Verlag, ISBN  978-3-7324-7281-9 (Hörbuch Download)
- 2025: Dustin Thao: Finde mich, Oliver, der Hörverlag, ISBN 978-3-8445-5402-1

## Auszeichnungen
- 2010: Nominierung new faces award als bester Nachwuchsschauspieler für die Rolle Daniel Hanke im Tatort – Tod auf dem Rhein[3]
- 2012: Nominierung „In Darkness“ als bester fremdsprachiger Film, OSCAR 2012[4]